# 베노스게이밍

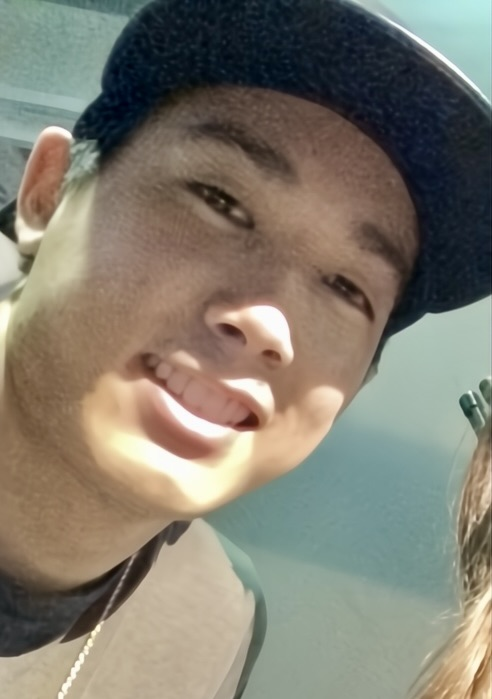
2016년 모습

베노스게이밍(VanossGaming, 바노스게이밍, 또는 간단히 베노스, Vanoss, 본명: 이반 퐁, Evan Fong, 1992년 5월 31일 ~ )은 캐나다 유튜브 사용자, 음악 프로듀서 및 DJ이다. 유튜브에서 가장 인기 있는 게임 인사 중 한 명인 그의 비디오 사진은 그와 그랜드 테프트 오토 V, 게리 모드 등 다양한 비디오 게임을 플레이하는 다른 제작자의 몽타주 스타일 동영상으로 구성되어 있다. 토론토에서 태어난 퐁은 유튜브 채널에 집중하기 위해 펜실베니아 대학교에서 경제학 학위를 중퇴했다. 2011년 9월 15일 퐁은 자신의 게임 채널 "VanossGaming"을 등록했으며 나중에 지속적인 성공을 거두었다. 콘텐츠로 수익을 창출하기 위해 경력 초기에 멀티 채널 네트워크(MCN) 머시니마(Machinima)와 계약을 맺은 퐁은 MCM에 근무하는 동안 정기적으로 가장 많이 조회된 머시니마 채널이었다. "베노스게이밍"은 2010년대 유튜브에서 가장 많이 구독한 채널 중 하나이기도 했다. 퐁은 이후 비디오 게임 해설 하위 문화의 중심 인물로 발전했다.
유튜브 외에도 퐁은 Rynx라는 이름으로 음악을 프로듀싱하고 DJ로 활동하며 일렉트릭 댄스 음악(EDM), 다운템포, 인디 일렉트로닉 장르를 전문으로 다루고 있다. 또한 그는 "Paranormal Action Squad" 및 "Alpha Betas"를 포함한 다양한 컴퓨터 애니메이션 쇼에 출연했다. 퐁은 음반사 겸 관리 회사인 아반트 가든 레코드(Avant Garden Records)와 엔터테인먼트 회사인 3Blackdot를 공동 창립했다. 2015년에는 3Blackdot의 첫 번째 비디오 게임인 데드 렐름(Dead Realm)의 제작을 도왔다. 그는 또한 모바일 게임 파트너십 시리즈부터 공동 창작자가 제작한 음악에 이르기까지 다른 미디어에도 출연했다.
퐁은 2014년 더 게임 어워즈에서 "Trending Gamer" 후보에 올랐으며, 제8회 및 12회 쇼티 어워즈(Shorty Awards)에서 "게이밍" 부문 최고 후보에 올랐다. 2010년대에 그는 종종 플랫폼에서 가장 높은 유료 게임 유튜브 사용자 중 하나였으며 2017년에는 포브스에서 최고의 게임 영향력자 중 한 명으로 인정받았다. 2023년 11월 1일 현재 그의 게임 유튜브 채널 구독자 수는 2,590만 명이 넘고 조회수는 157억 회 이상이다.

## 같이 보기
- 유튜버 목록
- 한국계 캐나다인 목록